# 布蘭德維爾 (肯塔基州)
布蘭德維爾（英語：Blandville）是一個位於美國肯塔基州巴拉德縣的城市。

## 地方資料
根據2020年美國人口普查的數據，布蘭德維爾的面積為0.54平方千米，當中陸地面積為0.54平方千米，而水域面積為0.00平方千米。當地共有人口73人，而人口密度為每平方千米135.19人。